# Музей искусств Иокогамы
Музей искусств Иокогамы (яп. 横浜美術館 Ёкохама бидзюцукан) — японский художественный музей, открывшийся для публики 3 ноября 1989 года. Является одним из крупнейших художественных учреждений в Японии.
Музей расположен в футуристичном районе Минато Мирай 21 японского города Иокогама рядом со зданием «Лендмарк-тауэр». Основное направление музея — современное искусство с конца 19-го века.
В музее семь галерей, среди которых особо выделяется просторная Гранд Галерея, художественные мастерские, справочный отдел, концертный зал, ресторан, кафе и магазин.

## Экспонаты
Экспонаты музея датированы начиная с 1859 года — год открытия для иностранцев порта Иокогамы.
В фондах музея работы многих влиятельных и известных художников модерна включая Константина Бранкуизи, Поля Сезана, Сальвадора Дали, Джимми Эрнста, Рене Магрита, Анри Матисса, Осипа Цадкина и Пабло Пикассо. Особенно хорошо представлены работы дадаистов и сюрреалистов.
Музей также выставляет работы значимых японских художников, особенно тех, кто связан с Иокогамой, как Имамура Сико, Канзан Симоура и Тидзуко Ёсида, Киёси Хасегава, Ясумаса Моримура и Ли У Хван.
Важной частью фондов музея является фотография, поскольку Иокогама была одним из мест появления этого вида искусства в Японии.
В последние годы музей принимает выставку молодых талантов New Artist Picks(NAP) демонстрирующую работы начинающих художников.

## Здание музея
Здание Музея Искусств Иокогамы спроектировано Кэндзо Тангэ, японским архитектором, выигравшим в 1987 году Притцкеровскую премию по архитектуре. Строение описывают как «привлекательное и просторное, с большим количеством воздуха и хорошо освещённое». Конструкция железобетонная. Площадь постройки 9 621 м², площадь земельного участка примерно 20 000 м².
В центре здания характерная башня полуцилиндрической формы, высотой с восьмиэтажный дом.
Пространство перед главным входом музея — Арт Плаза, часть парка Гранд Молл.
Фасад здания, со специфической симметричной кладкой, украшенный кругами и квадратами, 180 метров в длину. Вдоль всего фасада идёт колоннада. Дизайн здания символизирует концепции «смотри», «создавай», «учись», на которые музей делает упор.

## Помещения музея
Главный зал музея («Гранд Галерея») — просторное помещение, длинной 100 метров и высотой 20 метров, в центральной части здания. Зал трёхсветный (от первого до третьего этажа), отделан гранитом. Зал одновременно является вестибюлем и выставкой экспонатов. Вестибюль находится в середине зала, а справа и слева от него на галереях-террасах размещена часть постоянной экспозиции музея.
Стеклянный потолок зала впускает в помещение естественный свет. Жалюзи позволяют контролировать освещённость. У зала прекрасная акустика, и он часто используется для проведения арт-проектов и культурных мероприятий.
Главный зал музея считается «особо выдающимся» примером современной архитектуры.
На этаже над главным залом расположены выставочные залы. Три из них отведено выставкам, а четыре — постоянной экспозиций музея включая фото галерею.
Оборудование музея позволяет выставлять экспонаты, требующие поддержания определённой температуры и влажности, а также крупные экспонаты. С каждой стороны этажа расположены весьма впечатляющие залы семи метров высотой. Один из них круглый в основании, а второй квадратный. Стоит отметить, что круг и квадрат многократно использованы в дизайне здания.
В правом крыле (если смотреть на фасад) размещаются художественные мастерские, где проводятся мастер-классы для детей и взрослых. Побудить людей заниматься искусством — одна из важных задач музея.
В левом крыле здания — Справочный отдел, в котором собрано более 100 000 японских и зарубежных книг и журналов по искусству, и около 580 фильмов.
Кроме того, в музее есть концертный зал на 240 сидячих мест для проведения лекций и выступлений.

## Магазин, Кафе и Ресторан
Магазин музея предлагает каталоги экспонатов, книги по искусству, открытки, сувениры по темам выставок музея.
Кафе Огураяма на 60 посадочных мест одно из самых больших в Минато Мирай и довольно популярно у горожан. Кроме обычных напитков и закусок в кафе бывают специальные меню, посвященные выставкам музея. Кафе названо в честь картины Симомуры Канзана «Огураяма» (гора Огура), написанной на складных полотнах.
В левом крыле здания музея ресторан французской кухни BRASSERIE T’S Musée. Если сесть у окна, будет видна размещённая снаружи работа Сусуму Сингу «Wind Musical Notes» (Мелодия ветра) Фото, видео.